# Оньков, Виталий Николаевич
Вита́лий Никола́евич Онько́в (17 июня 1946, Коми-Пермяцкий округ — 13 октября 2008, Кудымкар) — коми-пермяцкий художник-график, скульптор, автор более чем 40 картин и около 100 графических произведений, педагог, преподаватель декоративной живописи Кудымкарского педагогического училища, Кудымкарской детской школы искусств.

## Биография
Родился 17 июня 1946 года в деревне Большие Они Юсьвинского района, Коми-Пермяцкого округа.
В 1963 году окончил Купросскую среднюю школу Юсьвинского района, Кудымкарскую изостудию (1964), Художественно-графический факультет Ленинградского педагогического института имени А. И. Герцена (1970). Работал преподавателем по классу изобразительного искусства в Кудымкарской детской школе искусств. Занимался творческой деятельностью. Член Союза художников России (1995). Работы посвящены природе и анималистике Перми Великой-Чердыни, фольклорным сюжетам коми-пермяцкой языческой и псевдо-христианской мифологии. Серия коми-пермяцких народных типажей.
Работал с Пермским книжным издательством над произведением А. Домнина «Сказания о Кудым-Оше и Пере-охотнике». Художник создал комплексное оформление книги от футляра-обложки до мельчайших деталей в виде разноцветных закладочек-листочков для страниц.
Оньков в соавторстве с доктором исторических наук, профессором, заведующим отделом истории, археологии и этнографии ПНЦ УрО РАН А. М. Белавиным и писателем-фольклористом В. В. Климовым был автором герба и флага Коми-Пермяцкого автономного округа (1997).

## Выставки
- Персональная, Кудымкар (1996)